# Кованлук (Бијељина)
Кованлук је насељено мјесто у граду Бијељина, Република Српска, БиХ. Према попису становништва из 1991. у насељу је живјело 158 становника.

## Становништво
| Националност       | 1991. | 1981. | 1971. | 1961. |
| Срби               | 153   | 124   | 137   | 149   |
| Југословени        |       | 26    |       |       |
| Хрвати             |       | 1     | 1     |       |
| остали и непознато | 5     |       |       |       |
| Укупно             | 158   | 151   | 138   | 149   |

| Демографија | Демографија | Демографија |
| Година      | Становника  | Становника  |
| ----------- | ----------- | ----------- |
| 1948.       | 139         |             |
| 1953.       | 130         |             |
| 1961.       | 149         |             |
| 1971.       | 138         |             |
| 1981.       | 151         |             |
| 1991.       | 158         |             |